# فولویو بالاتی
فولویو بالاتی (انگلیسی: Fulvio Balatti; ۳ ژانویهٔ ۱۹۳۸ – ۲۸ اکتبر ۲۰۰۱) قایقران روئینگ اهل ایتالیا بود.
وی در مسابقات کشوری و بین‌المللی در مجموع برندهٔ ۲ مدال طلا، ۱ مدال نقره، ۲ مدال برنز شده‌است.